# Iglesia de Santa María de la Oliva (Lebrija)

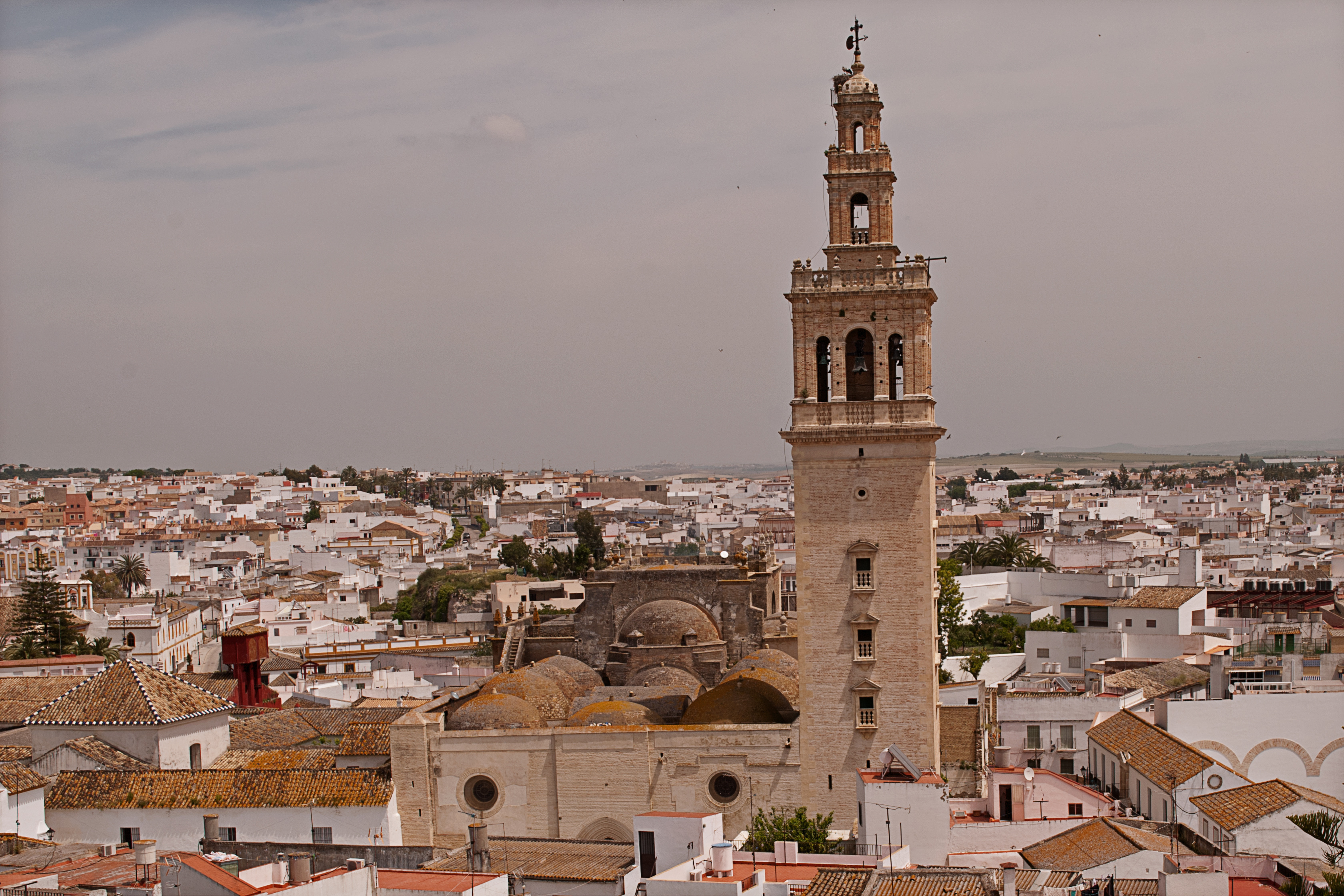
Vista lejana

La iglesia parroquial de Nuestra Señora de la Oliva es un templo católico y la sede parroquial de Lebrija, en la provincia de Sevilla (España). Fue declarada monumento histórico-artístico en 1931 (ahora Bien de Interés Cultural). Se encuentra situada en la plaza del Rector Merina de esta localidad.

## Historia
Fue construida en tiempos de Alfonso X el Sabio, en la segunda mitad del siglo XIII, y parcialmente transformada y ampliada entre el último cuarto del siglo XV y finales del XVI, y nuevamente ampliada en el XVIII, etapa en la que se reconstruyeron algunos de sus elementos arquitectónicos más representativos.
Desde 1475 hasta 1503 las obras estuvieron a cargo de Francisco Rodríguez, maestro mayor de obras del Arzobispado, estando posteriormente al frente de ellas Antón Ruiz, Alfonso Martínez, Miguel Ayllón y Miguel Ruiz. Cuando aún se trabajaba en la cabecera de la iglesia, Hernán Ruiz II proyectó en 1568 la sacristía, iniciada en 1570 y concluida en 1583. 
Entre las ampliaciones del siglo XVIII destaca la capilla Bautismal que fue construida entre 1702 y 1704 por el maestro albañil Alonso Vidal. Con posterioridad a mediados del siglo, entre 1757 y 1777, el maestro Manuel de Herrera emprendió la obra de la torre siguiendo el proyecto que realizó Pedro de Silva, aunque para otros fue realizada por el arquitecto Vicente Catalán Bengoechea.

## Iglesia

### Edificio
Consta de tres naves de cinco tramos, divididos por pilares, con arcos de herradura apuntados.
De la primitiva iglesia medieval, de planta rectangular, quedan cuatro tramos fácilmente distinguibles del resto del conjunto del edificio, con pilares rematados por capiteles de inspiración románica, gótica y almohade, que sostienen cúpulas adornadas con motivos de lacería y restos de pintura.
A los pies de la iglesia se encuentra la puerta del Perdón, acabada en arco apuntado abocinado de ladrillo apoyado sobre columnas también de ladrillo.

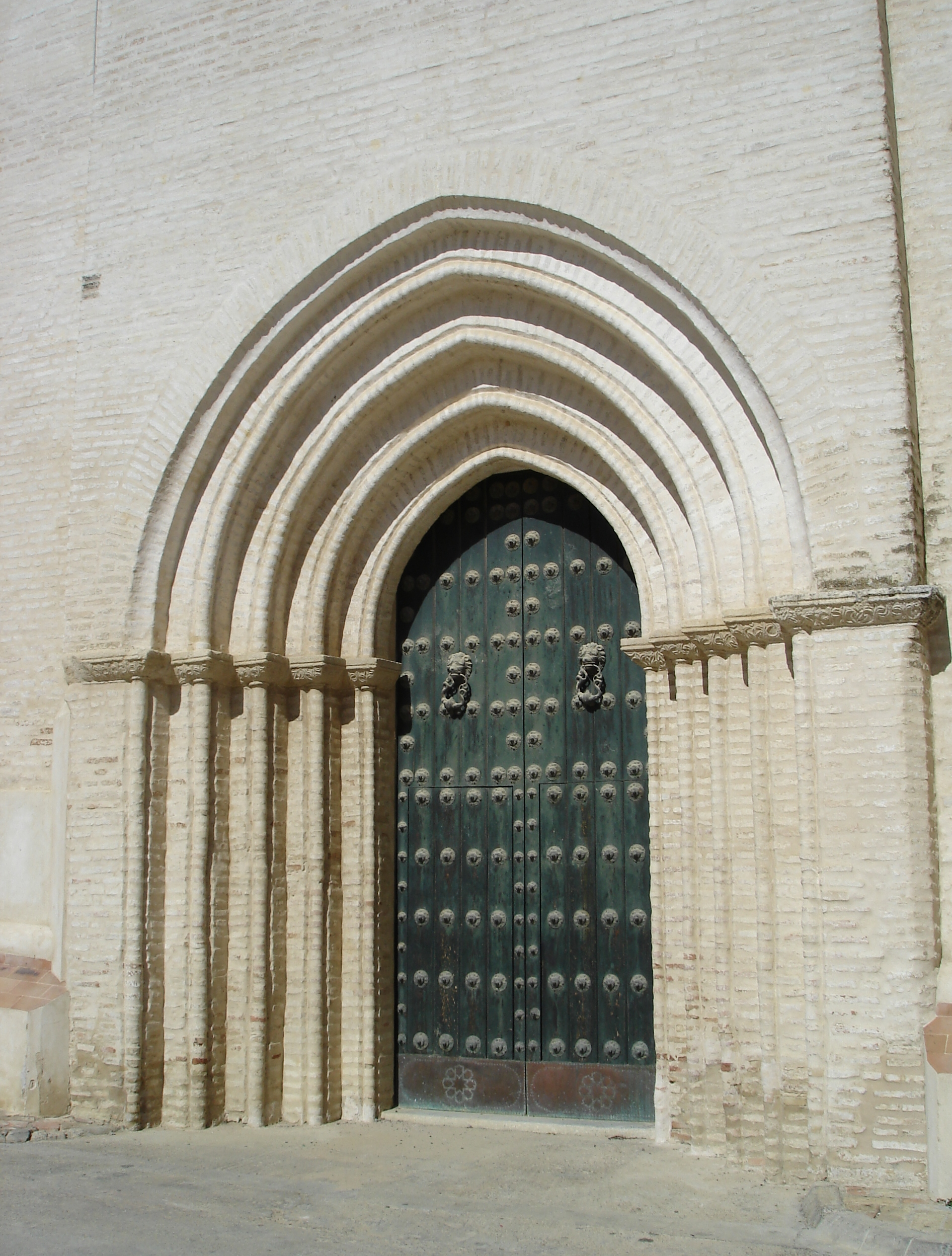
Puerta del Perdón.

La portada de la nave izquierda, llamada puerta del Sol y hoy entrada principal a la iglesia, está construida en piedra. Sobre el dintel se encuentran dos discos de piedra decorados y una lápida funeraria de mármol, de etapa visigoda.
A partir de 1475 se iniciaron las obras de reforma y ampliación de la cabecera de la iglesia, que duraron hasta finales del siglo XVI, siendo dirigidas hasta 1503 por Francisco Rodríguez, por entonces maestro de obras del Arzobispado. A esta fase corresponden el crucero y el ábside, que se cubren con bóvedas vaídas de casetones y de nervaduras.
La sacristía se construyó entre los años 1570 y 1583 siguiendo las trazas proyectadas por Hernán Ruiz II en 1568. De planta centrada, es de estilo renacentista y cuenta con una cúpula de gran belleza arquitectónica. Esta está decorada con casetones que albergan bustos de ángeles, apóstoles y profetas, y posee una linterna.
El claustro, conocido como patio de los Naranjos, está situado a la derecha de la cabecera de la iglesia; es de planta cuadrada y está recorrido por arcos de medio punto que se apoyan sobre columnas de mármol. Se construyó a finales del siglo XV y ha sido reformado y restaurado en varias ocasiones. En él nos encontramos con la capilla de Sagrario, de época barroca, de planta cuadrada y cubierta con una cúpula de media naranja. 
La capilla bautismal es de principios del siglo XVIII, siendo levantada por el maestro de obras Alonso Vidal entre los años 1702 y 1704.
La torre, situada a los pies de la nave izquierda, se levantó entre 1756 y 1778 debido a la destrucción de un anterior campanario causada por el terremoto de Lisboa (1755). Consta de cuatro cuerpos, el primero de piedra y los restantes de ladrillo. Su construcción está inspirada en la Giralda de Sevilla, por lo que popularmente es llamada «la Giraldilla».

### Interior
El retablo del altar mayor de esta iglesia constituye una de las obras fundamentales del arquitecto, pintor y escultor Alonso Cano, realizado entre 1629 y 1631. El artista incluyó importantes novedades como el empleo de un orden arquitectónico colosal, que se remata con una imponente imagen de Cristo crucificado en el ático.  Destacan en el retablo la «Virgen de la Oliva», considerada por muchos como la mejor escultura realizada por este importante artista granadino, así como el «Crucificado» y las esculturas de «San Pedro» y «San Pablo». Las pinturas de Pablo Legot completan el conjunto. 
El sagrario del altar mayor, el de la sacristía y la hornacina donde se aloja la Virgen de la Oliva son obra de Juan Santa María Navarro. De Juan Bautista Vázquez el Viejo es el retablo de la capilla de la Vela y la «Virgen de la Piña» que en él se encuentra, habiendo también imágenes de Felipe de Ribas.
En el aspecto pictórico, se puede destacar la pintura mural de «San Cristóbal», fechada en el siglo XV, de autor desconocido y muy restaurado por su antigüedad, y varios cuadros de Sánchez Barajona..
Otros detalles a destacar son las valiosas verjas y barandas del siglo XVII, reja de Pedro de Orellana, y la carpintería del siglo XVIII, así como las valiosas piezas de orfebrería que forman parte del tesoro que se encuentra en la sacristía y la pila bautismal procedente de Flandes.

## Catalogación
Bien de Interés Cultural, la iglesia de Nuestra Señora de la Oliva de Lebrija está catalogada como monumento, y así apareció publicado en 1931.